# Cratere Capote
Capote  è un cratere sulla superficie di Mercurio.